# Eosphaerophoria vietnamensis
Eosphaerophoria vietnamensis är en tvåvingeart som beskrevs av Ximo Mengual 2010. Eosphaerophoria vietnamensis ingår i släktet Eosphaerophoria och familjen blomflugor.
Artens utbredningsområde är Vietnam. Inga underarter finns listade i Catalogue of Life.